# 保衛香港運動

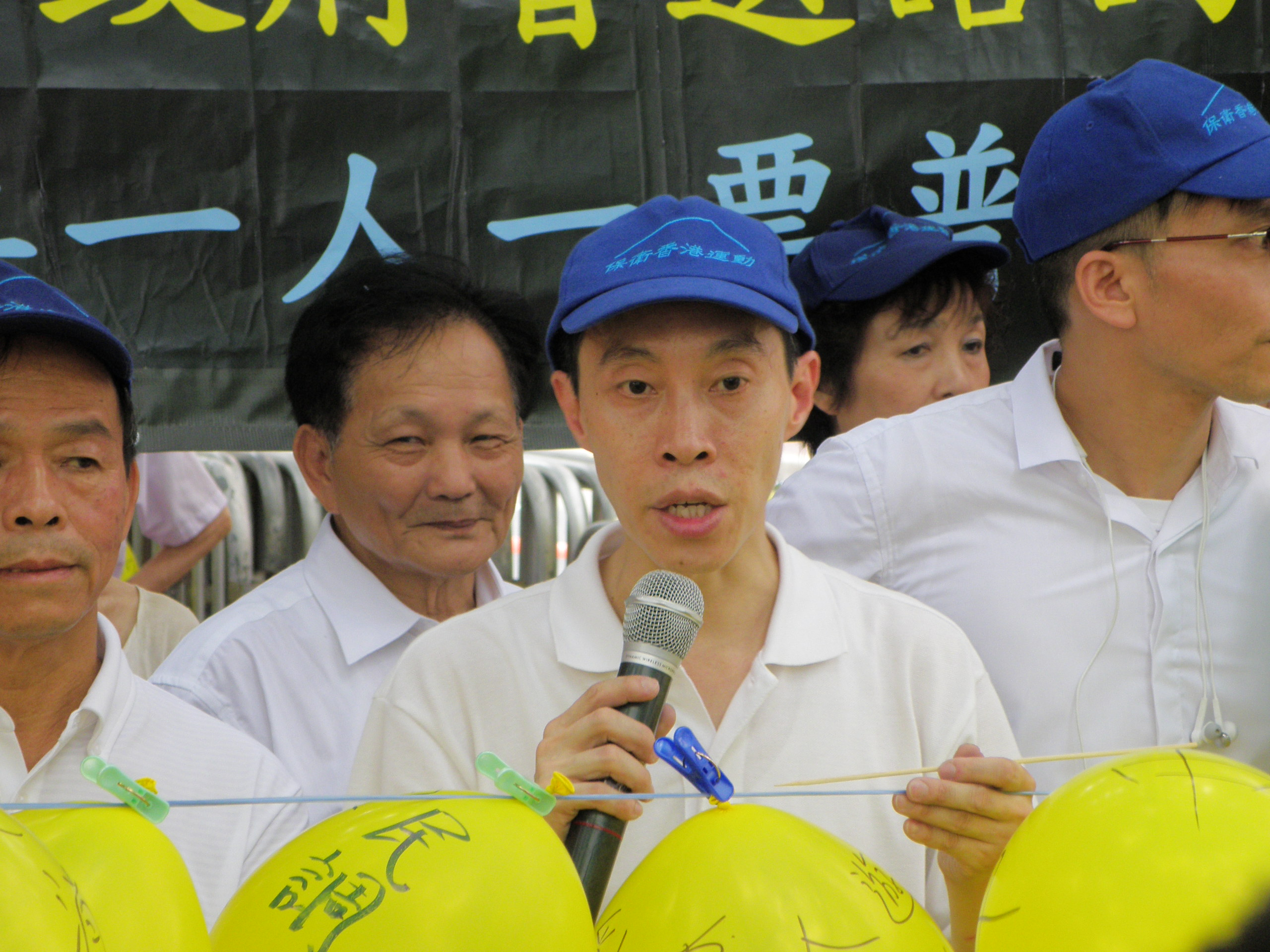
保衛香港運動發言人傅振中（中）

保衛香港運動（英語：Defend Hong Kong Campaign）是香港的一個亲中国共产党、擁護中華人民共和國政府、香港特別行政區政府和香港警隊的激进建制派政治組織，創始人兼發言人為傅振中。該組織高調打擊港獨派、泛民主派、自決派及本土派的遊行集會政黨與人士。保衛香港運動參與者經常以揮舞中華人民共和國國旗、香港特別行政區區旗及使用藍帽作为標誌。

## 歷史
香港行政長官梁振英於2012年7月1日上任後，新興親共政治團體相繼成立，「愛港之聲」於2012年9月成立。2013年8月，愛港之聲出現內鬥，繼而分裂。由傅振中率領的十多人宣告脫離愛港之聲，另創新團，並名為「保衛香港運動」。該組織批評及非建制示威者及記者。

## 活動

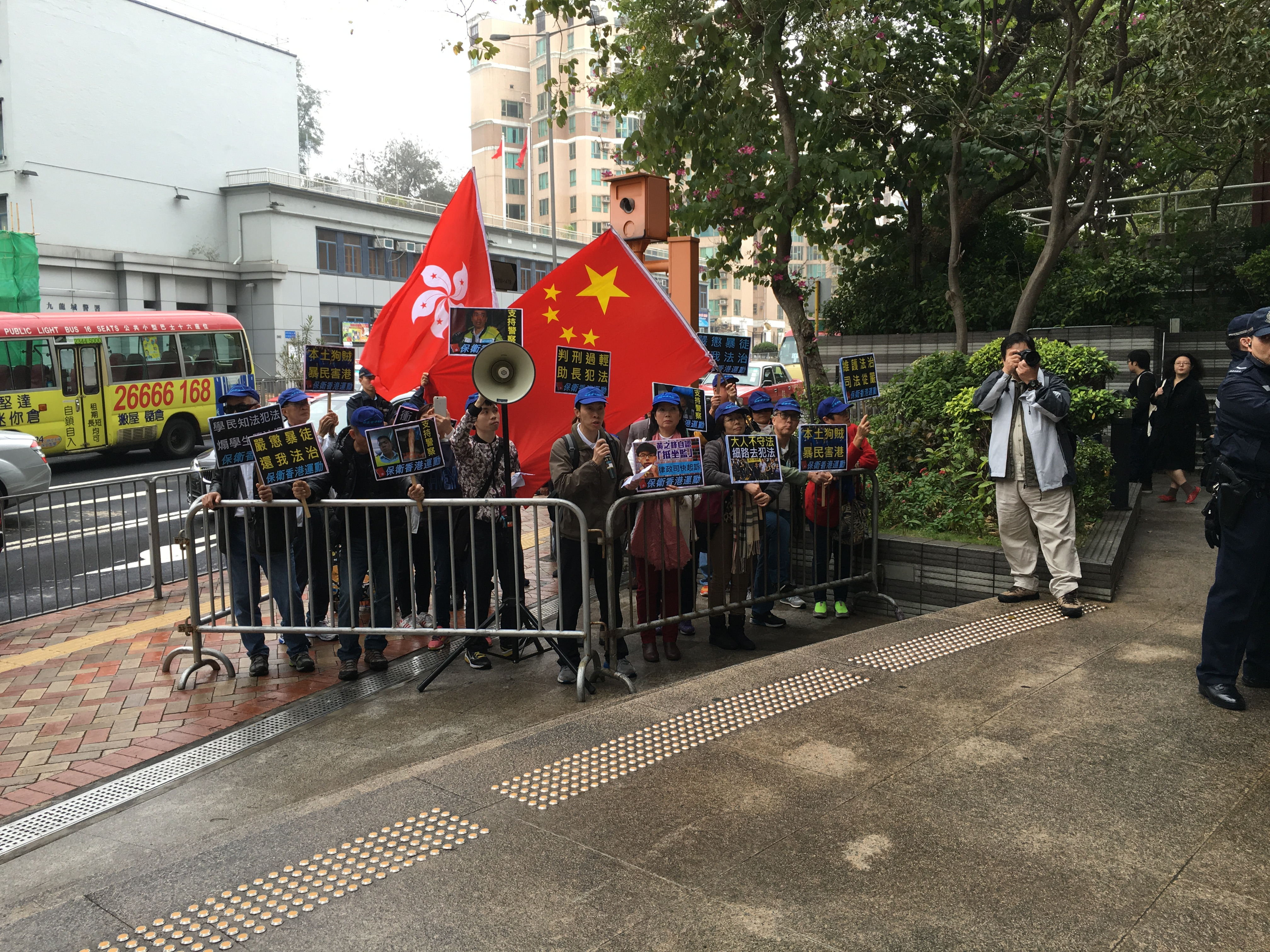
2016年2月12日10時59分，保衛香港運動成員在九龍城裁判法院外聚集

2016年2月12日9時4分，保衛香港運動約15名成員在九龍城裁判法院外，唱歌恭賀學民思潮成員林淳軒被起訴，又改編生辰歌「恭祝你今日訓街頭，慶賀你監牢好受」。載有林淳軒的警車抵達法院時候，保衛香港運動成員不斷拍打押送林淳軒到庭的警車，又圍截警車，高呼林淳軒是「仆街仔」，又高叫口號 「港獨人渣，嚴懲暴徒」，學民思潮與保衛香港運動於入庭前，在電梯大堂爆發衝突，保衛香港運動成員向學民思潮成員多番挑釁，一名熱血公民成員上前到保衛香港運動成員前爭執，隨後發生衝突，之後該熱血公民成員就被保衛香港運動成員包圍，最後被警方拘捕。
其後，保衛香港運動成員仍喋喋不休地指罵學生，又投訴庭內站立的學生遮擋視線，需由法庭書記出言制止，「呢度唔係戲院」（這裏不是電影院），要求眾人互相遷就。
10時45分，九龍城裁判法院外，保衛香港運動成員聚集。有到場人士離開法院時直指保衛香港運動為「六七暴動」兇手，期間雙方發生指罵。
11時15分，九龍城裁判法院外，保衛香港運動成員仍然聚集。當保衛香港運動成員叫口號「支持警察」時，另一邊市民就以「呑槍自殺」回應。
2019年12月27日，保卫香港运动在金钟警察总部附近集会，向警务处处长邓炳强递交请愿信，表达“要求警方加强警力和装备，积极维护国旗尊严，保护警员安全”的诉求。集会上，有近50名香港市民高举中华人民共和国国旗和香港区旗，手持 “警察辛苦了”、“严正执法”等条幅，支持警方严正执法。